# مزرعه نو (تودشک)
مزرعه نو (تودشک) روستایی در دهستان تودشک بخش تودشک شهرستان کوهپایه استان اصفهان ایران است.

## جمعیت
بر پایه سرشماری عمومی نفوس و مسکن در سال ۱۳۹۵ جمعیت این روستا ۱۱ نفر (۴خانوار) بوده‌است.